# William Gardiner
William Gardiner (... – 1752) è stato un matematico britannico.
È noto principalmente come autore dell'opera Tavole logaritmiche (1742), che ebbe numerose ristampe e fu tradotta in francese e in italiano.

## Opere
- Tavole logaritmiche [Tables of logarithms], corrette da molti errori occorsi nelle edizioni inglese e francese e corredate di una nuova teorico-pratica spiegazione dei loro usi da Stanislao Canovai e Gaetano Del-Ricco, 2ª ed., Firenze, presso Pietro Allegrini, a spese di Giovacchino Pagani, 1796  [1742].